# Локтевой сустав
Локтево́й суста́в (лат. articulátio cúbiti) — подвижное соединение плечевой кости (плечо) с локтевой и лучевой костями (предплечье).

## Описание
По строению локтевой сустав относится (лат. articulatio cubiti) к сложным, поскольку сочленяющиеся кости образуют 3 простых сустава, заключенных в общую капсулу:
- плечелоктевой (лат. articulatio humeroulnaris);
- плечелучевой (лат. articulatio humeroradialis);
- проксимальный лучелоктевой (лат. articulatio radioulnaris proximalis).

Плечелоктевой  сустав (лат. articulátio humeroulnáris) образован блоком плечевой кости (лат. trochlea) и вырезкой блока локтевой кости (лат. incisura trochlearis). Анатомически — блоковидный сустав с винтообразным строением суставных поверхностей. Так, на блоке находится выемка (направляющая бороздка), расположенная не перпендикулярно оси блока, а под углом к ней, что образует винтовой ход. На поверхности вырезки блока локтевой кости имеется гребешок, который соответствует выемке на блоке плечевой кости.
Плечелучевой сустав (лат. articulatio humeroradialis) образуется в результате сочленения головки мыщелка плечевой кости (лат. capitulum humeri) с ямкой головки лучевой кости (лат. fovea articularis). Представляет собой по форме шаровидный сустав, но движения осуществляются только вокруг двух осей, являющихся общими как для него, так и для локтевого сустава в целом. Самостоятельные движения плечелучевого сустава ограничиваются локтевой костью, с которой он связан.
Проксимальный лучелоктевой сустав (лат. art. radioulnaris proximalis) — сочленение суставной окружности лучевой кости (лат. circumferentia arcticilaris radii) и лучевой вырезки локтевой кости (лат. incisura radialis ulnae), имеющее цилиндрическую форму (вращательный сустав первого типа). В суставе происходят движения двух типов: сгибание и разгибание руки вокруг фронтальной оси совместно с локтевой костью (происходит скольжение лучевой кости по головке мыщелка плечевой кости), а также вращение лучевой кости вокруг вертикальной оси совместно с дистальным лучелоктевым суставом (пронация и супинация, движение внутрь и кнаружи соответственно).
Суставная капсула является общей для всех трёх костей. По плечевой кости охватывает две трети локтевой ямки сзади и венечную и лучевую спереди, не доходя до надмыщелков. К локтевой кости прикрепляется по краю блоковидной вырезки, а к лучевой — по окружности шейки, образуя выпячивание синовиальной оболочки (recessus scciformis). К вспомогательным элементам суставной капсулы относятся локтевая и лучевая коллатеральные связки (лат. ligg. collaterale ulnare et radiale). Локтевая коллатеральная связка начинается от медиального надмыщелка плечевой кости и прикрепляется к медиальному краю блоковидной вырезки локтевой кости. Лучевая коллатеральная связка идёт от латерального надмыщелка и прикреляется к переднему и заднему краям лучевой вырезки локтевой кости. Между краёв проходят фиброзные пучки кольцевой связки лучевой кости (лат. lig. annulare radii), которые дугообразно огибают шейку и головку лучевой кости, но не срастаются с ними. Данная связка отвечает за направление лучевой кости при движении вокруг вертикальной оси, способствуя беспрепятственному вращению. 

## Ангиология и иннервация
Локтевой сустав получает артериальную кровь из суставной сети локтя (лат. rete articulare cubiti), образованной верхней локтевой коллатеральной артерией (лат. a. collateralis ulnaris superior) и нижней локтевой коллатеральной артерией (лат. a. collateralis ulnaris inferior) (ветви a. brachiales), передней и задней ветвями возвратной локтевой артерии(лат. ramus anterior et posterior a. recurrentis ulnaris) (ветви a. ulnaris), ветвью возвратной лучевой артерии (лат. ramus  a. recurrens radialis), срединной и лучевой коллатеральными артериями (лат. a. collateralis media et radialis) (ветви a. profunda brachii), межкостной возвратной артерией (лат. a. recurrentis interossea) (ветвь a. interossea posterior). Венозный отток осуществляется по одноимённым венам в бассейны лучевой, локтевой и плечевой вен.
Лимфоотток идёт по глубоким лимфатическим сосудам в кубитальные (локтевые) лимфатические узлы (лат. nodici lymphatici cubitales).
Капсула локтевого сустава иннервируется ветвями срединного (лат. n. medianus), лучевого (лат. n. radialis) и локтевого (лат. n. ulnaris) нервов.